# Nicolaus Ferdinand Haller

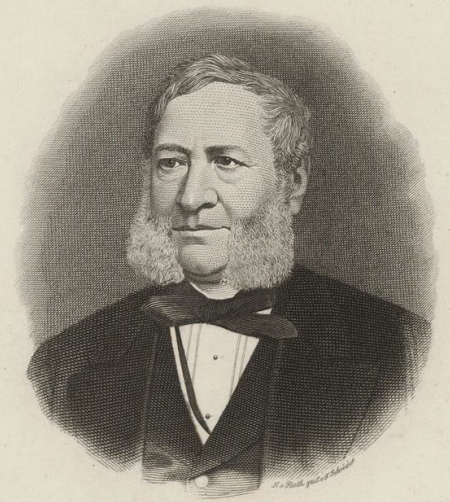
Nicolaus Ferdinand Haller (um 1874)

Nicolaus Ferdinand Haller (* 21. Januar 1805 in Hamburg; † 10. Oktober 1876 ebenda) war Jurist sowie Senator und Bürgermeister der Freien und Hansestadt Hamburg.

## Familie

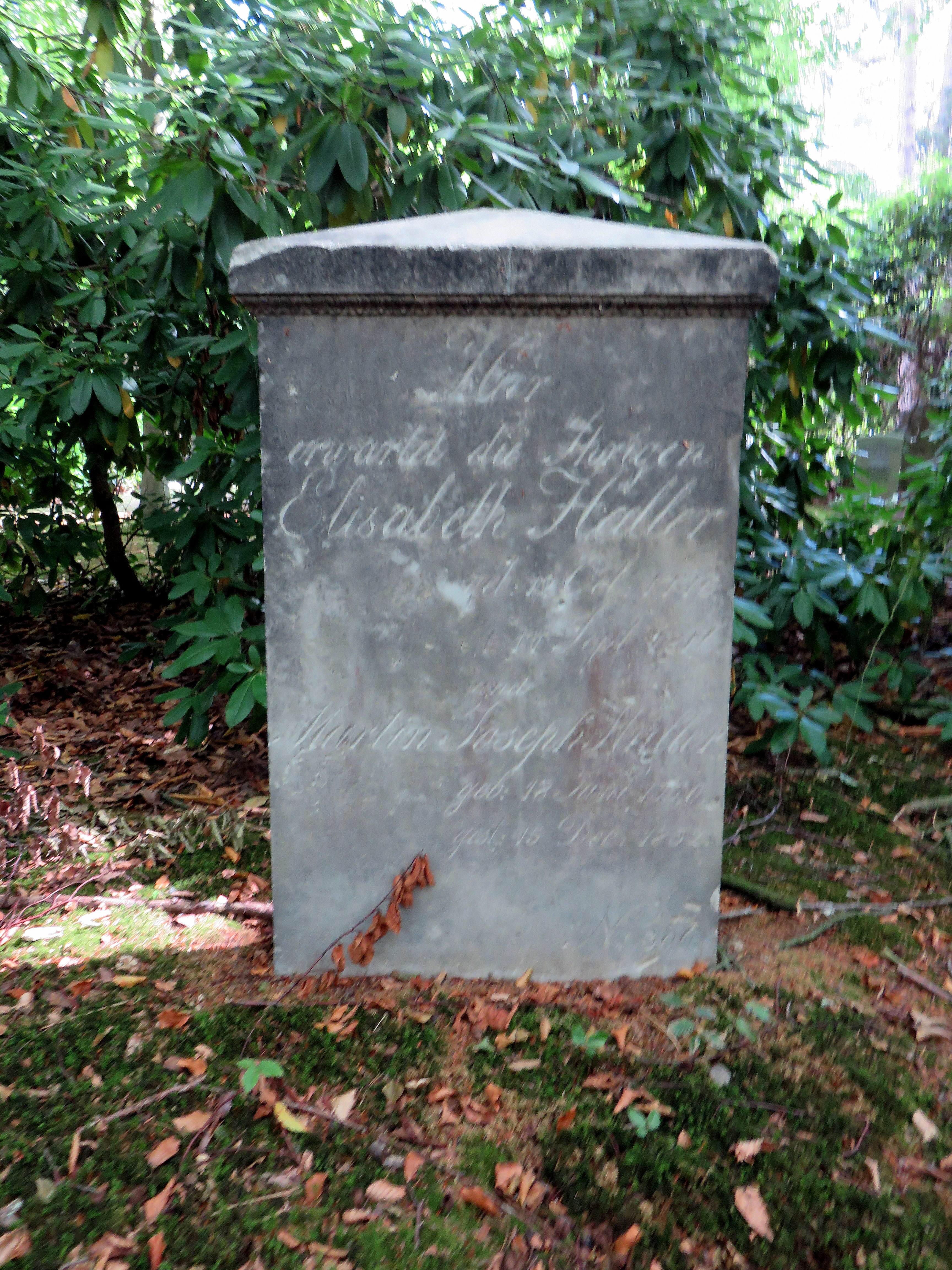
Stele für Elisabeth und Martin Joseph Haller, Familiengrab Martin Haller, Friedhof Ohlsdorf

Die jüdische Familie Haller zog unter der Regierung Friedrich Wilhelm, dem Großen Kurfürsten (1640–1688) aus Wien kommend, zunächst nach Halle an der Saale, später nach Hamburg. Im Jahre 1814 wurde der Schutzjude Mendel Joseph Haller in Altona, verehelicht mit Elisabeth Gottschalk aus Hannover, von seinen Gemeindeältesten angezeigt, da er den Sohn Nicolaus Ferdinand nicht hatte beschneiden lassen, kurz darauf ließ er sich und die Familie christlich taufen und nahm den Namen Martin Joseph Haller an. In späteren Jahren wurde Martin Joseph Haller Richter und war Gründer eines Bank- und Warengeschäftes in Hamburg. Aus dem sich im Jahre 1797 das Bankhaus Haller, Söhle & Co. entwickelte.
Nicolaus Ferdinands Tante Amalie Gottschalk war mit Baron Ludwig von Stieglitz, dem Gründer des Bankhauses Stieglitz & Co. in St. Petersburg verheiratet.
Nicolaus Ferdinands ältere Schwester Auguste heiratete Johann Christian Söhle (1801–1871) der seit 1830 Teilhaber des Bankhauses war.
Nicolaus Ferdinand Haller war mit Phillipine Adele Oppenheimer (1807–1873) verheiratet, einer Schwester von Georg Friedrich Ludwig Oppenheimer. Phillipine Adele Oppenheimer wurde als Tochter des Hamburger Kaufmanns und Teilhabers des Bankhauses Heckscher & Co. Jacob Amschel Oppenheimer (1778–1845) und seiner Frau Esther, geb. Heckscher, einer Tante von Johann Gustav Heckscher, geboren. Von Phillipine Adeles Schwestern heirateten Anna Emilie (1803–1885) Johann Christoph Fehling; sie wurden die Eltern von späteren Lübecker Bürgermeister Emil Ferdinand Fehling, Henriette Wilhelmine heiratete den Advokaten und späteren Hamburger Senator Johann Arning (1786–1862).
Sein Sohn, Martin Emil Ferdinand Haller, war ein bekannter Hamburger Baumeister und Architekt, der unter anderem an der Planung bedeutender Hamburger Gebäude, etwa des Rathauses und der Musikhalle, beteiligt war.
Haller war ein Vetter der Mutter des Malers Max Liebermann.

## Beruflicher Werdegang

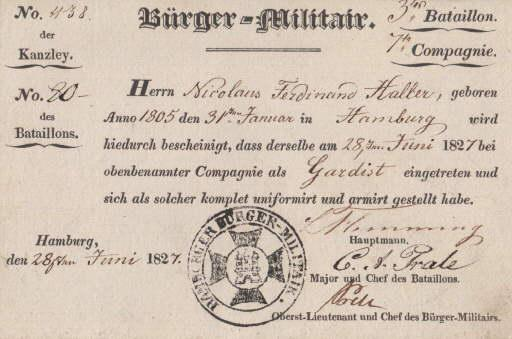
Ausweiskarte des Hamburger Bürgermilitärs 1827

Nach dem rechtswissenschaftlichen Studium an der Ruprecht-Karls-Universität Heidelberg und der Georg-August-Universität Göttingen ließ sich Haller ab 1827 zunächst als Advokat (Rechtsanwalt) in Hamburg nieder, wobei er vorwiegend in handelsrechtlichen Angelegenheiten tätig war. Er trat am 28. Juni 1827 auch dem Hamburger Bürgermilitär bei.
1844 wurde Haller Mitglied des Hamburger Senates. In diesem Rahmen beteiligte sich auch an den Beratungen zur Hamburgischen Verfassung. Nach der Senatsreform von 1861 blieb Haller Senator und war im neuen Hamburger Senat neben Kirchenpauer eine der prägenden Persönlichkeiten.
Haller war zunächst ab 1860 Hamburger Finanzsenator und anschließend mehrfach
1. Bürgermeister: 1863, 1864, 1866, 1867, 1870 und 1873
2. Bürgermeister: 1869, 1872, 1875.
1876 verließ er den Senat und verstarb noch im selben Jahr.

## Hallerstraße
Die Hallerstraße in Hamburg ist nach Nicolaus Ferdinand Haller und nicht nach seinem (heute wohl bekannteren) Sohn benannt. Im Dritten Reich wurde sie – ebenso wie die dazugehörige U-Bahn-Haltestelle – in Ostmarkstraße umbenannt (1936), da Haller jüdischer Abstammung war. 1945 erhielten beide wieder ihren ursprünglichen Namen.
Die Hallerstraße bildet die Grenze zwischen den Stadtteilen Rotherbaum und Harvestehude.